# Šrapnel

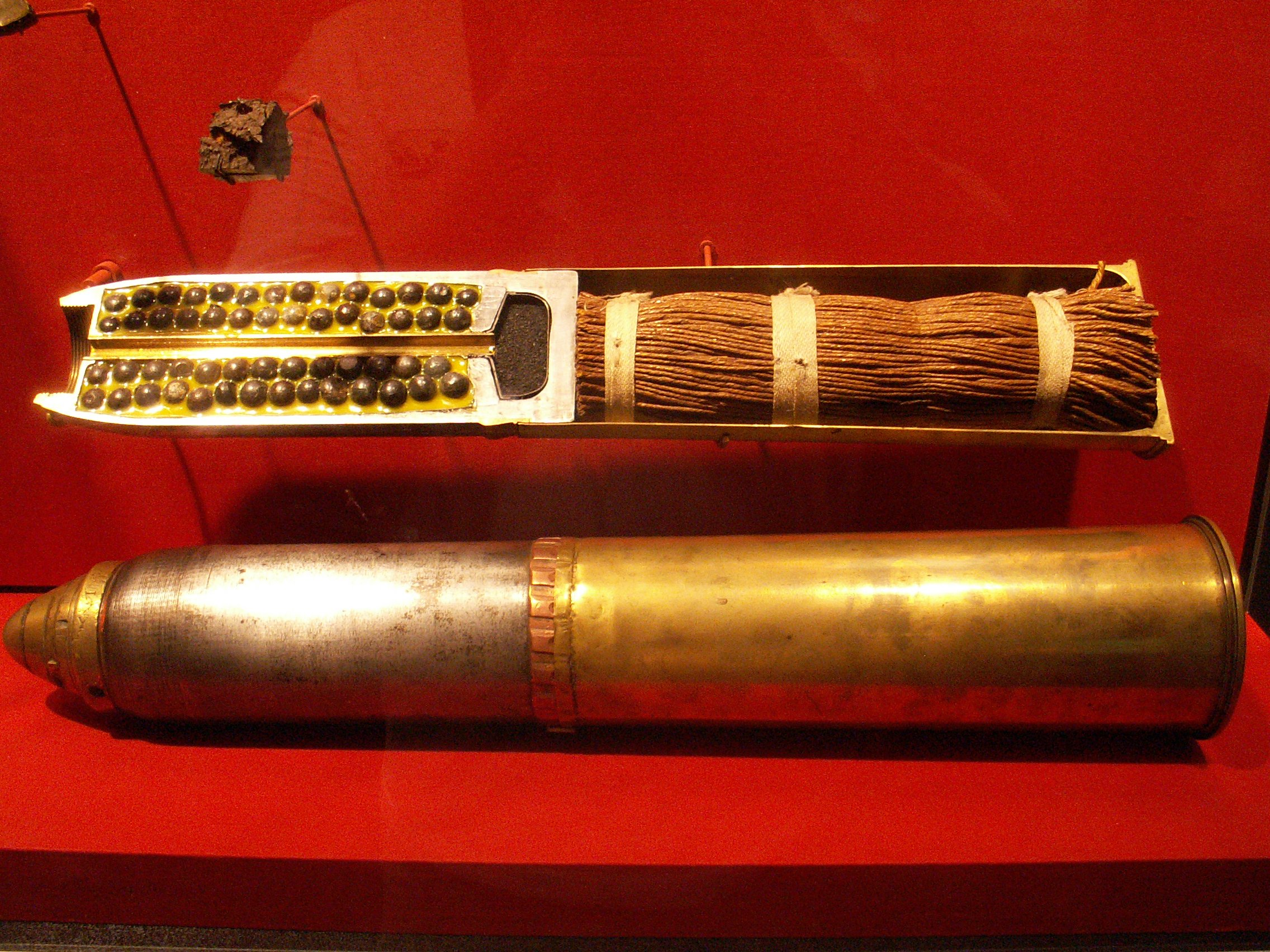
Šrapnel z první světové války

Šrapnel je starší druh dělostřeleckého střeliva, užívaného pro boj proti nekryté živé síle nepřítele.

## Popis a funkce
Šrapnel je kovový, skládá se z železné, měděné či mosazné nábojnice s výmetnou náloží a z projektilu (střely). Projektil šrapnelu je kovová trubice, naplněná olověnými kuličkami nebo úlomky (podle mezinárodního humanitárního práva musí být zjistitelné rentgenem nebo podobnými zařízeními) a opatřená buď nárazníkem, nebo časovanou náloží, která je před cílem vystřelí podobně jako z brokovnice. Kuličky nejsou v projektilu uloženy volně, protože tak by se těžiště a tím i dráha rotujícího náboje měnila, nýbrž jsou zality například sírou nebo kalafunou. Tato náplň vytvoří při explozi viditelný obláček, který usnadňuje sledování střelby.

## Historie
Název je odvozen od jména britského důstojníka dělostřelectva Henryho Shrapnela (1761–1842), jehož pokusy vedly k prakticky použitelným kulovým dělostřeleckým granátům, naplněným kulkami. Poprvé byly použity roku 1795. Šrapnely nahradily do té doby používané „kartáče“, pytlíky nebo pouzdra s kulkami nebo i kamínky, které měly příliš velký rozptyl a hodily se tedy jen ke střelbě na malé vzdálenosti. V průběhu 19. století byl šrapnel několikrát zdokonalen a na začátku 1. světové války představoval nejběžnější dělostřeleckou munici. Ve výzbroji armád se udržel od začátku 19. století až do konce první světové války. Protože proti vojsku v zákopech nebyly šrapnely dostatečně účinné, nahradily je tříštivé granáty. 
Z použitých šrapnelů vojáci v zákopech zhotovovali šperky, nejčastěji prsteny nebo náramky. 

## Podobné současné zbraně
Například za války ve Vietnamu používaly vrtulníky AH-1 Cobra tzv. flešetové rakety, ve kterých bylo větší množství (cca 1 500) zubatých ocelových tyček dlouhých 37 mm, které byly odpalované ve výšce a jejich účinek proti živé síle byl devastující. Na podobném principu fungují i některé protiraketové rakety (ABM).